# École militaire préparatoire d'Autun
L’école militaire préparatoire d’Autun, actuellement lycée de la Défense d’Autun, était un établissement d’enseignement secondaire français, réservé aux enfants d’employés du ministère de la Défense, établi à Autun.

## Devise
« Pour la Patrie, toujours présents »

## Décorations du drapeau
- Chevalier de la Légion d'honneur
- Croix de guerre 1914–1918, palme de bronze, avec citation à l'ordre de l'armée
- Croix de guerre 1939–1945, palme de bronze, avec citation à l'ordre de l'armée
- Croix de guerre des Théâtres d'opérations extérieurs, palme de bronze, avec citation à l'ordre de l'armée (1955), remise par le général Kœnig, ministre des armées
- Médaille de la Résistance française avec rosette (décret du 31 mars 1947)[1]

Le drapeau porte ces décorations en cravate.

## Historique
L'école militaire préparatoire d'Autun a été créée le 2 septembre 1885. Elle succède dans ses murs au petit séminaire d'Autun, fondé par l'évêque d'Autun, Gabriel de Roquette, en 1675.
De sa création à 1920, cette école eut pour but de former les enfants de troupe, fils de cavaliers de 13 à 18 ans pour qu'ils deviennent sous-officiers de cavalerie. 154 de ses anciens élèves sont morts au front durant la Première Guerre mondiale.

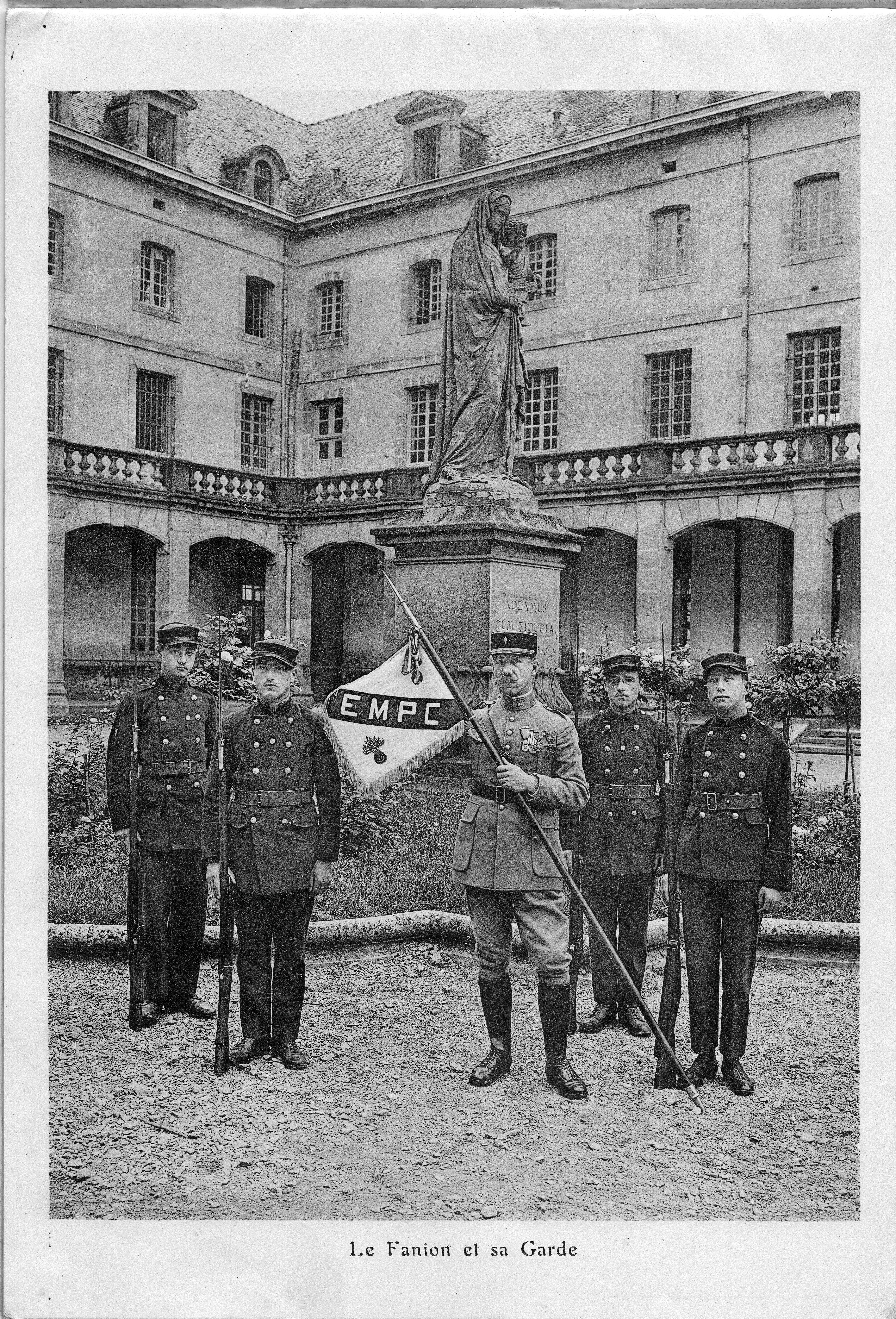
Drapeau de l'école en 1922 dans la cour d'honneur.

En 1921, l'école perd la partie enseignement spécifique à la cavalerie pour l'enseignement général militaire, qui lui permet de devenir une école secondaire.
Le 16 juin 1940, l'école se replie. Elle se déplace successivement à Billom, Tulle, Chameyrat, puis, le 26 août 1940, à Valence.
En octobre 1941, l'école change de nom et devient l'établissement d'éducation d'Autun. À la suite de l'invasion de la zone libre en 1942, les manifestations militaires sont interdites. Le commandant de l'école devient directeur de l'école et doit revêtir la tenue civile.
En 1943, l'école doit quitter le quartier qu'elle occupait à Valence. Elle s'installe alors au Camp de Thol, dans l'Ain. En mai 1944, une trentaine d'élèves ainsi qu'une partie de leur encadrement intègre les maquis de l'Ain. Ce groupe sera à l'origine de la destruction d'une grande quantité de matériel ferroviaire lors d'un coup de main mené dans la nuit du 6 au 7 juin 1944 à Ambérieu-en-Bugey.
L'école retourne à Autun le 15 décembre 1944.
Elle devient en 1974 le collège militaire d'Autun puis, en 1983, lycée militaire d'Autun, et en 2006 le lycée de la défense d'Autun.

## Anciens élèves
- Maurice Audin (1932-1957), mathématicien, de 1946 à 1948 (seconde et première)
- Patrick Baudry (1964-1965), spationaute.